# Philippe de Clérembault

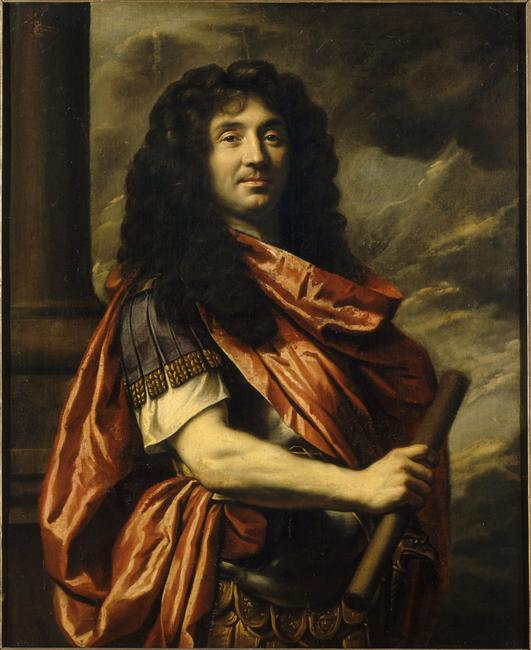
Philippe de Clérembault, maréchal de France, Anonym, Schloss Versailles

Philippe de Clérembault, comte de Palluau (* 1605/1606; † 24. Juli 1665 in Paris) war ein französischer Adliger und Militär; er war Marschall von Frankreich, sowie Gouverneur und Bailli des Berry. Er war zuerst als Baron, dann als Comte de Palluau bekannt, und nannte sich in seinen letzten Jahren Maréchal de Palluau.

## Leben
Philippe de Clérembault war der Sohn von Jacques Clérembault, Seigneur de Chantebuzain, de la Gourdoüere, Baron de Palluau, und Louis Rigault de Millepieds. Sein Bruder Gilbert Clérembault wurde 1658 Bischof von Poitiers. Seinen Militärdienst begann er im Alter von 16 Jahren, die ersten Jahre verliefen unauffällig, bis zu seinem 30. Lebensjahr war seine Laufbahn nicht über den Rang des Kapitäns einer Kompanie hinaus gediehen.

### Französisch-Spanischer Krieg
1636 nahm er unter dem Oberbefehl des Herzogs von Savoyen und des Marschalls Créquy an den Kämpfen am Ticino, insbesondere am Gefecht am Passo Buffalora am 23. August 1636 teil. Am 12. November 1636 wurde er Kapitän einer neu aufgestellten Kompanie Arkebusierreiter, dann Capitaine-lieutenant der Chevaulegers des Kardinals Richelieu. Um die gleiche Zeit wurde er zum Gouverneur von Niort ernannt.
1637 befand er sich unter Kardinal de la Valette bei der Belagerung von Landrecies, das sich am 26. Juli ergab, und im August 1640 bei der Belagerung von Arras und dessen Eroberung am 9. August.
Am 14. April 1642 wurde er zum Maréchal de camp ernannt und wurde in diesem Rang im Roussillon unter den Marschällen Schomberg und La Meilleraye eingesetzt; er nahm an der Belagerung von Perpignan teil, das am 29. August kapitulierte. Nach dem Tod des Kardinals Richelieu (4. Dezember 1642) wurde die Chevauleger-Kompanie de Comte de Palluau in eine Compagnie des Gendarmes umgewandelt und dem Prinzen Maurice de Savoie übergeben; am 12. Dezember wurde bestimmt, dass Clérembault hier Capitaine-lieutenant blieb.
1643 begleitete er den Grand Condé als Maréchal de camp bei der Belagerung von Thionville, das am 10. August kapitulierte, beim Angriff auf Sierck, das am 1. September erobert wurde (die Stadt) bzw. am 3. September kapitulierte (die Burg).
1644 kämpfte er am ersten von drei Tagen in der Schlacht bei Freiburg im Breisgau (3. August) und anschließend bei der Belagerung von Philippsburg, das am 9. September kapitulierte.
Am 20. Mai 1645 erhielt er den Auftrag, ein Infanterieregiment seines Namens aufzustellen (das am 20. Oktober 1647 mit einem anderen Regiment verschmolzen wurde, dessen Kommando er ebenfalls erhielt), mit dem er am 3. August 1645 in der Schlacht bei Alerheim kämpfte.
Am 20. Mai 1646 wurde er mit der Aufstellung eines Kavallerieregiments beauftragt. Am 30. Mai wurde er nach der Demission des Marschalls Gassion zum Mestre de camp général der Cavalerie légère befördert und übernahm das Kommando des entsprechend genannten Regiments. Er nahm dann teil an den Eroberungen von Kortrijk (28. Juni), Bergues (31. Juli), Mardyk (24. August), Veurne (7. September) und Dünkirchen (7. Oktober).
Am 14. August 1647 schlug er an der Spitze des Chevaulegers und der Gendarmen der Garde im Zusammenwirken mit Marschall Gassion 800 gegnerische Reiter bei La Bassée, die zumeist getötet oder gefangen genommen wurden. Am 3. Oktober eroberte er Lens, nachdem am Tag zuvor Marschalls Gassion an Verwundungen, die er vor Lens erlitten hatte, in Arras gestorben war. Am 20. Oktober erhielt er ein Infanterieregiment auf seinen Namen, dem er bis zu seinem Tod vorstand, sowie das Gouvernement über Stadt und Zitadelle von Kortrijk, das mit Gassions Tod vakant geworden war. Das Gouvernement von Niort gab er nun ab.
Am 22. März 1648 wurde er zum Lieutenant-général des Armées du Roi ernannt. Danach diente er in der Flandernarmee unter dem Prince de Condé. Bei der Belagerung von Ypern, das sich am 28. April ergab, kommandierte er 1200 Mann der Garnison von Kortrijk; am 15. Juli übernahm er auch hier das Gouvernement.

### Fronde
Am 29. Januar 1650 wurde er als Lieutenant-général unter dem Comte d’Harcourt in der Normandie eingesetzt. Er begleitete dem König in diese Provinz, anschließend nach Burgund, wo er mit der Belagerung von Bellegarde beauftragt wurde, das ihm der Comte de Tavannes durch Kapitulation übergab. Am 12. Oktober 1651 wurde er zum Commandant en chef der Armee im Berry und am 24. Oktober für die Provinz Berry ernannt. Am 17. April erhielt er den Befehl, die Gendarmen und Chevaulegers des Comte de Saint-Géran, die für Condé kämpften, zu vernichten, falls sie sich nicht der Berry-Armee anschließen würden. Er belagerte dreieinhalb Monate lang den Condé-Verbündeten Marquis de Persan in Montrond, bevor dieser kapitulierte. Clérembault ließ Montrond danach zerstören.
Am 24. August 1652 erhielt er ein Brevet, mit dem ihm der König die Aufgaben eines Marschalls von Frankreich übertrug, die Ernennung folgte am 15. Februar 1653, der Marschallstab am 1. Juni 1653. Als Meste de camp général de la cavalerie war er bereits am 31. August 1652 zurückgetreten, hatte jedoch sein Regiment behalten, das nun den Namen Clérembault annahm.
Am 6. April 1655 wurde er nach der Demission des Prince de Conti zum Gouverneur von Berry ernannt. Sein Kavallerieregiment wurde am 18. April 1661 aufgelöst. Am 31. Dezember 1661 wurde er zum Ritter im Orden vom Heiligen Geist ernannt.
Er schied aus den königlichen Diensten aus und starb am 24. Juli 1665 in Paris im Alter von 59 Jahren. Er wurde in Palluau bestattet.

## Ehe und Familie
Per Ehevertrag vom 27. Juni 1654 – er war bereits Marschall von Frankreich – heiratete er Louise Francoise Bouthillier († 27. November 1722 in ihrem 89. Lebensjahr), Tochter von Léon Bouthillier, comte de Chavigny, Secrétaire d’État, und Anne Phélypeaux-Villesavin. Louise Bouthilier war Gouvernante der Kinder des Herzogs von Orléans und später Ehrendame von Marie Louise d’Orléans, der Königin von Spanien (1679–1689) als Ehefrau des Königs Karl II. Ihre Kinder sind:
- Jules Clérembault († 17. August 1714), Abt von Saint-Taurin d’Evreux, Le Jard, Saint-Savin und Chartreuve, 1695 Mitglied der Académie française (Fauteuil 24)
- Philippe Clérembault, comte de Palluau (X 13. August 1704 in der Schlacht bei Höchstädt, ertrunken in der Donau), Lieutenant-général
- Thérèse Clérembault